# Банкир (роман)
«Банкир» (англ. The Banker) — роман американского писателя Лесли Уоллера, вышедший в свет в 1963 году.
Первый роман трилогии о чикагском банкире Вудсе Палмере («Банкир», «Семья», «Американец»).
Русский перевод романа (Л. Мирцева, С. Прохорова) впервые был опубликован в 1969 году с предисловием Валентина Зорина.

## Сюжет
Действие романа разворачивается летом — осенью 1960 года.
Вудс Палмер-младший, 44-летний потомственный банкир, когда-то вынужденно заменил в семейном бизнесе старшего брата, не вернувшегося с войны.
Всю жизнь Палмер тяготился необходимостью работать под началом консервативного и властного отца; он с детства мечтал доказать — прежде всего, самому себе, — что на многое способен и сам. После смерти отца Вудс продаёт маленький семейный банк и переезжает из Чикаго в Нью-Йорк. Палмер долго работал над тем, чтобы привлечь к себе внимание Лэйна Бэркхарда, главы крупнейшего банка Америки — «Юнайтед Бэнк энд Траст компани» (United Bank and Trust Company, ЮБТК), — и, наконец, получил предложение занять пост исполнительного вице-президента «Юнайтед Бэнк».
На этой должности Вудс с ходу включается в длительную, сложную и грязную политическую игру, связанную с конкуренцией между двумя видами американских банков, коммерческими и сберегательными. Ходом этой игры, начавшейся задолго до появления Палмера в Нью-Йорке, в интересах «Юнайтед Бэнк» как лидера коммерческих банков дирижирует известный лоббист, специалист в области связей с общественностью и политический консультант Мак Бернс, уроженец Ливана. Бэркхард терпеть не может Бернса, не способен с ним сотрудничать и с удовольствием перекладывает проблему на плечи своего нового вице-президента, который, собственно, именно для этого ему и понадобился.
Постепенно Палмер выясняет, что вся игра была затеяна с целью дискредитации руководства банка и лично Лэйна Бэркхарда. Конечная цель — захват контроля над «Юнайтед Бэнк» мощной высокотехнологичной фирмой «Дженерал Текнолоджис» (General Technologies, «Джет-Тех»), которой банк (то есть, в конечном счёте, Бэркхард единолично) уже неоднократно отказывал в просьбе о предоставлении беспрецедентно крупного, долгосрочного и «дешёвого» займа.
Опасная игра разворачивается и в личной жизни Палмера. Сложности в семье, заметные и Маку Бернсу, и даже Бэркхарду, подталкивают его к сближению с умной, очаровательной и очень профессиональной коллегой, Вирджинией Клэри, руководителем отдела печати и информации банка. В результате, как бы Вудс, в прошлом профессиональный разведчик, во время Второй мировой войны служивший в подразделении, которое вело охоту за немецкими учёными — атомщиками и ракетчиками, физиками и инженерами, ни был осторожен — силам, играющим на стороне «Джет-Тех», есть, чем его шантажировать, вынуждая присоединиться к их борьбе за контроль над ЮБТК.
И теперь у Вудса Палмера есть всего один уикенд, чтобы попытаться изменить ход навязанной ему игры. Или начать другую игру, собственную…